# Antonia.
Pour les articles homonymes, voir Antonia.
Pour plus de détails, voir Fiche technique et Distribution.
Antonia. est un film biographique italien réalisé par Ferdinando Cito Filomarino et sorti en 2015.

## Synopsis
L'histoire de la poétesse italienne du XXe siècle Antonia Pozzi (1912-1938), le film retrace les dix dernières années de la vie de la poétesse, qui vivait à Milan pendant la période fasciste. À seize ans, elle écrit secrètement dans son journal intime son amour impossible avec son professeur de lycée, ses rencontres, ses tourments et ses passions. Sur l'écran défilent les moments importants de son développement en tant que personne et en tant qu'artiste, la transformation du réel en poétique, qui se reflète sur son visage, son corps, dans les photographies qu'elle prend et sur les pages qu'elle écrit. Jusqu'à ce que, à l'âge de vingt-six ans seulement, le 3 décembre 1938, Antonia Pozzi mette fin à ses jours. Jusqu'à ce jour, elle n'avait publié aucun de ses poèmes.

## Fiche technique
- Titre original italien : Antonia.[1]
- Réalisation : Ferdinando Cito Filomarino
- Scénario : Ferdinando Cito Filomarino, Carlo Salsa
- Photographie : Sayombhu Mukdeeprom
- Montage : Walter Fasano
- Décors : Bruno Duarte
- Production : Luca Guadagnino, Marco Morabito, Christos V. Konstantakopoulos
- Sociétés de production : Frenesy Film, Faliro House
- Pays de production :  Italie
- Langue originale : italien
- Format : couleurs
- Genre : Film biographique
- Durée : 96 minutes
- Dates de sortie : 
  - Tchéquie : 4 juillet 2015 (Festival du film de Karlovy Vary)
  - Italie : 4 novembre 2015 (Festival du film de Turin) ; 18 février 2016 (sortie nationale)

## Distribution
- Linda Caridi : Antonia Pozzi
- Filippo Dini (it) : Antonio Maria Cervi
- Alessio Praticò (it) : Remo Cantoni
- Perla Ambrosini : Teresita
- Federica Fracassi (it) : Lina Cavagna Sangiuliani Pozzi
- Maurizio Fanin : Roberto Pozzi
- Luca Lo Monaco : Dino Formaggio